# Aljanah
Aljanah eller Epsilon Cygni (ε Cyg, förkortat Epsilon Cyg, ε Cyg) som är stjärnans Bayerbeteckning, är en ensam stjärna belägen i den södra delen av stjärnbilden Svanen (stjärnbild). Den har en skenbar magnitud på 2,48 och är klart synlig för blotta ögat. Baserat på parallaxmätning inom Hipparcosuppdraget på ca 44,9 mas, beräknas den befinna sig på ett avstånd på ca 73 ljusår (ca 22,3 parsek) från solen.

## Nomenklatur
Epsilon Cygni har traditionellt haft namnet Gienah, som kommer från islamisk astronomi, där janāħ (arabiska: جناح ) betyder "vinge". Men namnet Gienah är vanligare applicerat på Gamma Corvi. För undvikande av missförstånd kallades den ibland Gienah Cygni. Genom fastställande av IAU år 2017 skall transkriptionen Gienah endast användas för Gamma Corvi, medan en annan transkription, Aljanah, kan användas för Epsilon Cygni.

## Egenskaper
Primärstjärnan i Aljanah är en orange till röd jättestjärna i av spektralklass K0 III-IV. Denna anger att stjärnan har lämnat huvudserien och börjat de sista stegen i sin stjärnutveckling. Sedan 1943 har spektret av denna stjärna fungerat som en av de stabila referenserna som andra stjärnor klassificeras efter. Den har en uppskattad massa som är ca 2 gånger större än solens massa, en radie som är ca 10,8 gånger större än solens och utsänder från dess fotosfär ca 62 gånger mera energi än solen vid en effektiv temperatur på ca 4 700 K. 
År 1920 föreslogs att stjärnan är en spektroskopisk dubbelstjärna, men detta blev emellertid senare ifrågasatt. Den har en optisk följeslagare Epsilon Cygni B som inte är fysiskt förbunden med Epsilon Cygni A, och en följeslagare av 13:e magnituden med gemensam rörelse genom rymden, Epsilon Cygni C, med en vinkelseparation på 78 bågsekunder. Om den senare stjärnan är gravitationsmässigt bunden till Epsilon Cygni A, är de för närvarande separerade med 1 700 AE eller mer och har en omloppsperiod på minst 50 000 år. Observationer av radialhastigheten hos Epsilon Cygni tyder på en eventuell följeslagare med en omloppsperiod på minst 15 år.